# Вакаські мови

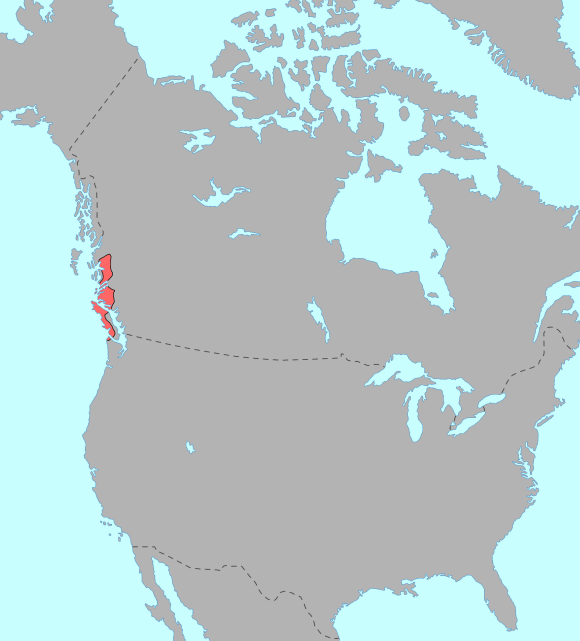
Територія поширення вакаських мов

Вакаська мовна сім'я (англ. Wakashan) — індіанська мовна родина поширена на узбережжі Британської Колумбії та на острові Ванкувер (Канада), в прикордонних районах штату Вашингтон (США). Загальне число мовців менше 1000 осіб (початок 2000-х, оцінка).

## Склад
Включають 6-7 мов, які діляться на дві гілки.
- Північно-вакаська гілка
  - хаїсла (кітамат, Haisla, Xa'islak'ala) — близько 200 носіїв (2005 рік)
  - квакіутль (Kwak'wala, Kwakiutl) — 235 носіїв (2000, оцінка)
  - Хейлцук-увікяла (белла-белла; Heiltsuk-Oowekyala, Bella Bella) — близько 200 носіїв (2005 рік), включає дві мови або діалекти
    - хейлцук (хаїлцук)
    - увікяла (увікіно)
- Південно-вакаська гілка
  - нутка (Nuu-chah-nulth, Nootka, Nutka, Aht, West Coast, T'aat'aaqsapa) — 200 носіїв (2003, оцінка), народ нутка
  - нітінат (Nitinaht, Nitinat, Ditidaht, Southern Nootkan) — 30 осіб (1991, оцінка).
  - мака — останній носій помер у 2002 році, але мова активно викладається в школі як друга. За переписом 2000 року 230 осіб назвали себе носіями цієї мови в США.

Спорідненість вакаських мов було вперше відзначено Ф. Боасом, основні звукові відповідності між ними описав Е. Сепір.
Найкраще описані квакіутль і нутка. Зараз реалізується цілий ряд проектів по опису і збереженню вакаських мов.